# Ігнат Андрій Михайлович
Андрій Михайлович Ігнат (27 лютого 1918, с. Оріховиця, Ужанська жупа, Угорське королівство, нині село Ужгородського району, Закарпатської області, України — 11 грудня 1977, м. Ужгород) — український науковець, громадський діяч, історик, педагог, філолог, краєзнавець. Учасник Другої світової війни. Кандидат педагогічних наук. Декан історико-філологічного факультету Ужгородського державного університету (1953—1961). Професор Ужгородського державного університету (від 1970 року).

## Життєпис
Андрій Михайлович Ігнат народився 27 лютого 1918 року у селі Оріховиця на Закарпатті в родині хліборобів. Навчався у початковій школі рідного села, а згодом в Ужгородській гімназії. Освіту продовжив у стінах Празького (Карлового) університету.
Після Мюнхенської угоди та втрати Чехословаччиною цілісності 1938 року Андрій Ігнат повернувся на Батьківщину і почав трудовий шлях шкільним вчителем у Полянській Гуті (нині село Перечинського району, Закарпатської області). Продовжив навчання на історико-філологічному факультеті Дебреценського університету, саме там і зробив перші наукові кроки, написавши дослідження на тему «Десять років царювання Стефана Баторія у Польщі», опубліковане в університетському журналі, за що отримав вишівську премію. Друга світова війна застала М. Ігната в Дебрецені, де він викладав у місцевій гімназії та не полишав наукових досліджень. 1942 року захистив дисертацію на тему «Руські війни Стефана Баторія» і здобув докторський ступінь з історії, а у 1943 році переїхав до Перечина.
Не оминуло молодого перспективного науковця й лихоліття воєнних років: у жовтні 1943 року А. Ігната мобілізували до угорського війська та направили на Східний фронт. На другий місяць після прибуття на фронт він перейшов на бік Червоної армії (1944 рік) й до закінчення війни служив в армійській розвідці 18-ї радянської армії, у складі Першого та Четвертого Українських фронтів, у лютому-березні 1945 року співпрацював з партизанами Центральної Словаччини.
Освітню діяльність відновив у повоєнні роки, коли А. Ігнат став біля джерел організації шкільної справи на Закарпатті, зокрема протягом 1945–1949 років, очоливши різноманітні освітні відділи цього регіону. Протягом 1949–1953 років Андрій Ігнат очолив відділ народної освіти Закарпатської області, 1947 року був обраний депутатом Ужгородської міської ради, а 1950 року — депутатом Закарпатської обласної ради народних депутатів.
Для розуміння значущості його роботи на освітянській ниві слід усвідомити рівень тієї кропіткої праці, до якої він долучився. Адже саме протягом 1945—1949 років відбулися вагомі зрушення в царині освіти. Видано низку радянських постанов та декретів, які вплинули на рівень і якість організації освітнього процесу, а реалізовувати їх довелося й А. Ігнату зокрема. Це були важкі часи створення мережі початкових шкіл. Відомо, що протягом 1945 року створили 182 семирічні школи, з яких 166 припадало на села. Розпочалося утворення методичних кабінетів в округах, окружних Народних комітетів. Важливим завданням вважали — подолати неписьменність і малограмотність. Системно працювали над організацією методичних семінарів для вчителів, складанням навчальних планів для початкових шкіл з угорською, румунською, словацькою та українською мовами навчання. Навчальні плани вбирали в себе й вимоги до вивчення російської мови. Проблема забезпечення учнів підручниками, видрукуваними українською й російською мовами, стояла гостро, і на початок 1945 року школи Закарпаття вже одержали близько 90 тис. примірників книг, а протягом першої половини 1945 року учні одержали 373 тис. примірників книг.
Отже, робота кипіла над вибудовуванням вертикалі навчальних закладів, їхнім методичним і матеріальним забезпеченням й водночас над забезпеченням різного рівня шкіл – кадрами. Після офіційного «возз'єднання» з УРСР почалася системна реформа освіти в цьому регіоні, створено 4-річні початкові школи, 7-річні середні та запроваджено 10-річну повну середню освіту. У той час 7-річна освіта стала обов'язковою. Та це загалом були тільки перші кроки в цьому напрямі.
Нині історики наголошують на значній радянізації Закарпаття, високій заідеологізованості радянської освіти та на великих фінансових витратах радянської влади з метою радянізувати регіон. Справді, з цим важко сперечатися, проте була й немала праця тогочасних освітян, які успішно здолали проблему неписьменності та малописьменності свого краю й доклали значних зусиль для кадрового забезпечення Закарпаття вчителями високого рівня фаховості (тоді ж сюди приїхали 805 фахівців з СРСР). Саме в таких складних матеріальних й ідеологічних умовах довелося працювати А. Ігнату на чолі відділів освіти різного рівня.
Усі болючі теми, з якими довелося зіткнутися у повоєнні роки як освітянину, він описав у публікації «Розповідь про загальноосвітню школу» (1957), а також у ґрунтовнішому дослідженні «Загальноосвітня школа на Закарпатті в XIX — на початку XX ст.: Конспект лекцій із спецкурсу „Історичне краєзнавство“». Він здійснив правдивий порівняльний аналіз розвитку освіти в регіоні за часів його входження до різних країн. Коли нині А. Ігната згадують як дослідника, краєзнавця, як фахівця з історії педагогіки, слід наголосити, що саме він активно порушував питання розвитку освіти в часи Австро-Угорської імперії, зугорщення церковних шкіл, змінених умов розвитку освіти часів Першої Чехословацької Республіки.
Зокрема, він глибоко вивчив питання розвитку освіти краю наприкінці XIX століття, оприлюднивши факти масового викладання угорською мовою та нищення руської. Він порахував, що протягом 1870–1890-х років на Закарпатті ліквідовано понад 230 шкіл з рідною мовою навчання, а кількість шкіл з угорською мовою навчання зросла в рази. Він зазначав, що в дев'яти міських школах навчання взагалі проводили виключно угорською, а рідну мову не викладали навіть факультативно. Натомість навчальні плани міських шкіл обов'язково містили норми вивчення німецької мови та літератури. В Ужгородській, Мукачівській та Берегівській гімназіях викладали також угорською, а в навчальні плани гімназій щороку додавали годин на її вивчення. Рідну ж мову зняли з цих планів. «У самій же Ужгородській учительській семінарії з 1918 року навчання проводили угорською, а руська мова вивчалася як окрема дисципліна, тож вчителів готували угорською. Після відкриття у 1902 році жіночої учительської семінарії в Ужгороді ситуація не покращилася, адже там також викладали угорською».
Отже, проблеми суцільної мадяризації регіону глибоко хвилювали вченого педагога і він об'єктивно описував ці факти, послуговуючись можливістю висвітлювати їх у розрізі розвитку освіти в регіоні. Дослідник наголошував, що «доба революції (1848 рік) в Австрійській імперії свого часу створила умови для розвитку шкіл на національних засадах, запровадження вивчення культур слов'янських народів, їхньої літератури, то з утворенням Австро-Угорщини відбувався стрімкий процес згортання національної школи й акцент було зроблено на вивченні угорської та німецької мов». Водночас він не полишав викладання, адже фактично з 1945 року тривала активна робота над відкриттям Закарпато-Українського університету. Наразі це Ужгородський державний університет, в якому А. Ігнат працював викладачем латинської мови, а протягом 1953—1961 років деканом історико-філологічного факультету.
Попри відповідальне ставлення до праці на освітянській ниві А. Ігнату довелося усвідомити й примиритися з тим, що його докторський науковий ступінь в СРСР визнаний не буде, і він узявся за роботу над новим дослідженням, захистивши кандидатську дисертацію з педагогіки на тему «Нариси історії розвитку народної освіти у Закарпатській області (1945—1955 рр.)». Тема дисертації була очевидною, адже вистражданою великим досвідом і практикою. Попри це він не зупинився на досягнутому й далі досліджував різні аспекти історії педагогічної думки та працював над удосконаленням системи народної освіти. За свідченнями колег, він встиг підготувати докторську дисертацію, а на ділі вже третю потужну наукову працю в житті, але публічно захистити так і не встиг через передчасну смерть 11 грудня 1977 року.

## Праці
Наукова й творча спадщина А. Ігната налічує близько 60 робіт, серед яких:
- Ігнат А. М. З історії підготовки учительських кадрів на Закарпатті / Андрій Михайлович Ігнат // Доповіді та повідомлення. — Серія філологічна № 5. — Ужгород: Ужгородський державний університет, 1960. — 134 с.

Він також автор трьох дисертаційних праць, монографії «Розвиток загальноосвітньої школи в Закарпатській області за роки Радянської влади», перекладу третього тому праці Михайла Лучкая «Історія карпатських русинів».